# スイスの文化
スイスの文化（ドイツ語: Kultur der Schweiz）とは、スイス独自の文化的特色や、外部から見て典型的なスイスらしさを色濃く反映したものである。
その一例として、スイスにおけるカルヴィニズム的な労働倫理が挙げられる。この倫理はスイス製の時計や機械における工業品の精密さを高めるだけでなく、チーズやチョコレートといった食品に対しても極めて高い品質基準を求める文化を育むこととなった。
スイスは各州ごとに言語や文化的な特徴が異なり、そのため地域ごとの文化も大きく異なるが、文化的にはドイツ語圏、フランス語圏、イタリア語圏、ロマンシュ語地域に分類されている。しかし、言語地域間での交流が進み、また大国の文化に対する意識的な距離感が生まれることによって、単なる言語的アイデンティティにとどまらず、スイス全体の文化的なアイデンティティが確立されたといえる。
スイスからは数多くの芸術家、科学者、技術者、建築家、ホテル経営者、製糖業者などが世界的に名を馳せてきた。たとえば、1816年から17年の飢饉を契機にスイスを離れた人々が、後に名声を獲得することとなった。さらに、スイスの永世中立国としての政治的環境は、他国からの芸術家、特に作家たちを引き寄せ、彼らの創作活動を支える場となった。具体的にはゲオルク・ビューヒャー、ヘルマン・ヘッセ、トーマス・マン、エリッヒ・マリア・レマルク、パウル・クレー、メレ・オッペンハイム、そして画家のエルンスト・ルートヴィヒ・キルヒナーなどがスイスに住まい、その地で数多くの作品を残した。